# Oh Seung-ah
Oh Seung-ah (hangul: 오승아; Seúl, 13 de septiembre de 1988), también conocida como Seungah (hangul: 승아), es una cantante y actriz surcoreana. Ella fue miembro del grupo femenino surcoreano Rainbow. Es conocida por su papel en The Second Husband (2021-2022), en la que fue la villana de la serie.

## Biografía
Oh nació el 13 de septiembre de 1988 en Seúl, Corea del Sur. Asistió a la escuela secundaria para niñas de Changduk y a la Universidad de Sangmyung. A Oh le dieron la opción de debutar con Kara o Rainbow, pero eligió Rainbow porque era amiga de algunos de los miembros antes de debutar.

## Carrera

### 2011-2016: Carrera con Rainbow
Después de convertirse en miembro de Rainbow, también se centró en la actuación. Fue miembro del grupo hasta su disolución en 2016. Aunque más tarde, en 2019, ella volvió a reunirse con las demás integrantes de Rainbow para celebrar el décimo aniversario del grupo.

### 2017-presente: Carrera actoral
Luego comenzó a actuar y protagonizó A Sea of Her Own, por la que fue nominada al Premio a la Excelencia, Actriz en un Drama Diario en 2017. También protagonizó Grand Prince como un papel secundario, por el que fue elogiada por los fanáticos. En 2018 interpretó un papel de villana protagonista en Secrets and Lies, por el que ganó el premio a Mejor Actriz. En 2019, fue Embajadora de Happy Angel. Fue elogiada por su actuación al interpretar un papel de villana en Bad Love.
En 2021, Oh protagonizó la serie de melodrama The Second Husband como la villana principal de la serie, interpretando el papel de Yoon Jae-kyeong. En abril de 2021, Oh firmó con Starhue Entertainment. En 2022, Oh regresó a la pantalla chica nuevamente como Kang Ba-da, la despiadada chaebol de Le Blanc y la villana principal de Vengeance of the Bride.

## Filmografía

### Películas
| Año  | Título    | Papel                        | Ref.   |
| ---- | --------- | ---------------------------- | ------ |
| 2011 | Heartbeat | Miembro de un grupo femenino | [ 11 ] |

### Series de televisión
| Año     | Título                                       | Papel                               | Notas                     | Ref.          |
| ------- | -------------------------------------------- | ----------------------------------- | ------------------------- | ------------- |
| 2010    | Big Thing                                    | Mina                                |                           | [ 12 ]        |
| 2011-14 | The Clinic for Married Couples: Love and War | Soo-yeong                           | Cameo                     | [ 13 ]        |
| 2013    | The Dramatic                                 | Seung-ah                            |                           | [ 14 ]        |
| 2013    | Play Guide                                   | Oh Seung-ah                         | Cameo                     | [ 15 ]        |
| 2014-15 | Pinocchio                                    | Reportera de noticias de MSC        | Cameo                     | [ 16 ]        |
| 2014    | Jang Bo-ri Is Here!                          | Choi Yoo-ra                         | Cameo                     | [ 17 ]        |
| 2016    | 88 Street                                    | Somi                                |                           | [ 18 ]        |
| 2017    | A Sea of Her Own                             | Yoon Soo-in                         | KBS TV Novel              | [ 19 ]        |
| 2018    | Grand Prince                                 | Kim Hyo-bin                         |                           | [ 20 ]        |
| 2018-19 | Secrets and Lies                             | Shin Hwa-gyon                       |                           | [ 21 ]        |
| 2019    | My Wife's Bed                                | Lee Yi-na                           | Drama Stage               | [ 22 ] [ 23 ] |
| 2019    | Bad Love                                     | Hang Yeon-soo                       |                           | [ 24 ]        |
| 2021    | A Good Supper                                | Clienta en una tienda departamental | Cameo                     | [ 25 ]        |
| 2021    | Love (ft. Marriage and Divorce)              | Lee Yeon-hee                        | Cameo (episodio 1)        | [ 26 ]        |
| 2021-22 | The Second Husband                           | Yoon Jae-gyeong                     |                           | [ 8 ]         |
| 2022    | Young Lady and Gentleman                     | Ahn Ji-min                          | Cameo (episodios 49 y 50) | [ 27 ]        |
| 2022    | Vengeance of the Bride                       | Kang Ba-da                          |                           | [ 10 ]        |
| 2023-24 | The Third Marriage                           | Jung Da-jung                        |                           | [ 28 ]        |
| 2025    | Motel California                             | Secretaria en la empresa Moment     |                           | [ 29 ] [ 30 ] |

### Programas de televisión
| Año  | Título                      | Papel              | Notas       | Ref.   |
| ---- | --------------------------- | ------------------ | ----------- | ------ |
| 2012 | The Romantic and Idol       | Miembro recurrente | Temporada 1 | [ 31 ] |
| 2020 | King of Mask Singer         | Concursante        |             | [ 32 ] |
| 2022 | Romantic Doctor Im Chae-moo | Miembro del cast   |             | [ 33 ] |
| 2022 | Real Barracks Talk          | Presentadora       |             | [ 34 ] |

## Embajadora
- Embajador de Relaciones Públicas de 'The Miracle of 119 Won (2021)[35]

## Premios y nominaciones
| Ceremonia de entrega de premios | Año  | Categoría                                      | Trabajo nominado   | Resultado | Ref.   |
| ------------------------------- | ---- | ---------------------------------------------- | ------------------ | --------- | ------ |
| KBS Drama Awards                | 2017 | Premio a la excelencia, actriz de drama diario | A Sea of Her Own   | Nominada  | [ 36 ] |
| MBC Drama Awards                | 2018 | Mejor Actriz Revelación                        | Secrets and Lies   | Ganadora  | [ 6 ]  |
| 10th Broadcast Actors Awards    | 2022 | 10 personas que brillaron en Corea             | The Second Husband | Ganadora  | [ 37 ] |